# Гермин
Гермин (њем. Görmin) општина је у њемачкој савезној држави Мекленбург-Западна Померанија. Једно је од 69 општинских средишта округа Демин. Према процјени из 2010. у општини је живјело 984 становника. Посједује регионалну шифру (AGS) 13052026.

## Географски и демографски подаци
Гермин се налази у савезној држави Мекленбург-Западна Померанија у округу Демин. Општина се налази на надморској висини од 12 метара. Површина општине износи 35,0 km². У самом мјесту је, према процјени из 2010. године, живјело 984 становника. Просјечна густина становништва износи 28 становника/km².